# Јаворје (планина)
Јаворје је планина на самом југозападу Србије, налази се јужно од Прибоја и обрасла је густим четинарским и лишћарским шумама. Највиши вис планине је Обер, који износи 1486 метара надморске висине.